# Hasan Saka
Hasan Saka (ur. w 1885 w Trabzonie, zm. 29 lipca 1960 w Stambule) – turecki polityk kemalistowski, minister finansów Turcji (1925–1926), minister spraw zagranicznych (1944–1947), premier Turcji 1947–1949.